# Dave Wottle
David („Dave”) James Wottle (ur. 7 sierpnia 1950 w Canton) – amerykański lekkoatleta średniodystansowiec, mistrz olimpijski.
Rozpoczął uprawianie biegów dla zdrowia, ponieważ w dzieciństwie był chorowity. Podczas studiów na Bowling Green State University zajął 2. miejsce w akademickich mistrzostwach Stanów Zjednoczonych (NCAA) w 1970 w biegu na 1 milę (wygrał Marty Liquori). Zdobył mistrzostwo NCAA w 1972 w biegu na 1500 metrów i w 1973 w biegu na 1 milę. Podczas prób przedolimpijskich w 1972 wyrównał rekord świata w biegu 800 metrów wynikiem 1:44,3.
Największy sukces odniósł na igrzyskach olimpijskich w 1972 w Monachium. W finale biegu na 800 metrów został swoim zwyczajem na końcu stawki i dopiero po przebiegnięciu 500 metrów zaczął wyprzedzać kolejnych zawodników. Na linii mety wyprzedził o 0,03 sekundy Jewhena Arżanowa, ukraińskiego reprezentanta Związku Radzieckiego osiągając czas 1:45,86. Wottle biegł w czapeczce golfowej, żeby nie przeszkadzały mu jego długie włosy. Miał ją również podczas dekoracji złotym medalem olimpijskim i zapomniał zdjąć podczas grania hymnu amerykańskiego, za co później przepraszał. Na igrzyskach startował także w biegu na 1500 metrów, ale odpadł w półfinale.
Wottle podpisał zawodowy kontrakt lekkoatletyczny w 1974, ale wkrótce potem wycofał się z czynnego uprawiania sportu i został trenerem lekkoatletycznym.

## Rekordy życiowe
- Bieg na 800 metrów – 1.44,3 s. (1972)
- Bieg na 1500 metrów – 3.36,2 s. (1973)
- Bieg na milę – 3:53,3 s. (1987)